# Giuseppe Finzi
Pour les articles homonymes, voir Finzi.
Giuseppe Finzi (Rivarolo Mantovano 17 février 1815 - Mantoue 7 juin 1886) était un patriote et un homme politique italien.

## Biographie
Giuseppe Finzi est né en 1815 à Rivarolo Mantovano d'Abraham et de Rosa Finzi, tous deux d'origine juive. Il était déjà étudiant à la Jeune Italie (Giovine Italia) de Giuseppe Mazzini et, en 1848, au début de la première guerre d'indépendance, il s'est engagé dans l'armée piémontaise. Après la défaite de la bataille de Novare, Giuseppe Garibaldi s'engage dans la défense de la République romaine.

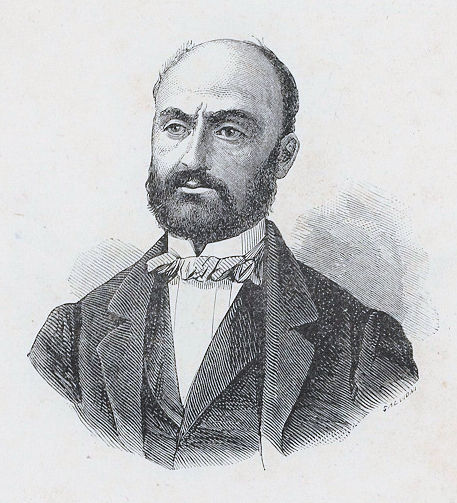
Portrait de 1861 par Aristide Calani pour le Parlamento del Regno d'Italia

Il a été impliqué dans les faits de la conspiration mazzinienne de Mantoue en 1852, arrêté dans sa villa de Canicossa di Marcaria dans la nuit du 16 juin 1852, il est l'un des rares à n'avoir jamais avoué et à avoir ainsi échappé à la peine de mort, mais a été condamné par la justice militaire autrichienne à 18 ans de prison ferme, puis toléré en 1856. Il a purgé quatre ans de prison, en partie dans les prisons de Josephstadt et de Theresienstadt, près de Prague. Libéré le 2 décembre 1856, il fut l'un des principaux accusateurs de Luigi Castellazzo présenté comme le traître des conspirateurs de Mantoue, appelés les Martyrs de Belfiore.
En 1859, le gouvernement piémontais le nomme commissaire extraordinaire pour la province de Mantoue, dont il est démis par le ministre de l'Intérieur, Urbano Rattazzi, le 2 octobre 1859, pour violation des accords signés avec l'armistice de Villafranca di Verona.
Giuseppe Finzi est élu député le 25 mars 1860 pour la circonscription de Viadana. Il conserve le mandat parlementaire jusqu'aux élections de 1882, étant élu dans différentes circonscriptions : Milan V, Borghetto Lodigiano, Bologne et Pesaro. Le 7 juin 1886, le roi Umberto Ier nomme finalement Finzi sénateur, sur proposition d'Augustin Depretis, mais avant d'avoir prêté serment, il meurt chez lui à Canicossa. Il fut enterré au cimetière de Canicossa di Marcaria, à Mantoue.

## Hommage
La Marine royale italienne (en italien : Regia Marina) a lancé un sous-marin océanique de la classe Calvi en 1935 du nom de Giuseppe Finzi en son hommage.